# 키스 앨런
키스 앨런(Keith Allen, 1953년 6월 2일 ~ )은 웨일스의 배우이다.

## 작품 목록
- 킹스맨: 골든 서클